# Eurypteryx geoffreyi
Eurypteryx geoffreyi là một loài bướm đêm thuộc họ Sphingidae. Nó được tìm thấy ở Thái Lan.
Chiều dài cánh trước là 31 mm đối với con đực và 38 mm đối với con cái. Nó giống với Eurypteryx shelfordi nhưng nhỏ hơn.